# João Ferreira Sarmento
João Ferreira Sarmento Pimentel de Morais (Vinhais, Tuizelo, 20 de junho de 1792 — Lisboa, 10 de junho de 1865), sucessivamente 1.º barão, 1.º visconde e 1.º conde de Sarmento, foi um oficial do Exército Português que exerceu importantes funções políticas, entre as quais a de Ministro dos Negócios da Guerra da Regência de Angra.

## Biografia
Nasceu em Vinhais, Província de Trás-os-Montes e Alto Douro, no seio de uma família da aristocracia local, filho de Baltasar Ferreira Sarmento e de sua mulher Carlota de Morais Sarmento, com antepassados ilustres tanto no campo militar como na administração local. Destinado a uma carreira na magistratura, João Ferreira Sarmento era aluno da Universidade de Coimbra quando ocorreu a primeira invasão francesa de Portugal, abandonando então os estudos e ingressando no Exército Português. Iniciou então uma carreira militar que o levou ao posto de general de divisão, em 1864.
Foi um dos emigrados liberais que guarneceram a ilha Terceira tendo exercido interinamente as funções de Ministro dos Negócios da Guerra de 14 de janeiro de 1831 a 2 de julho de 1831, na Regência de Angra.
Ao longo desse percurso notabilizou-se como um dos oficiais mais interventivos nos diversos movimentos militares que ocorreram nas décadas de 1840 e 1850, tendo em consequência exercido importantes funções políticas.
Foi distinguido com as mais significativas condecorações nacionais e estrangeiras e foi feito 1.º barão de Sarmento por decreto de 29 de outubro de 1835, da rainha D. Maria II de Portugal, elevado a 1.º visconde de Sarmento por decreto de 15 de setembro de 1855, do rei D. Pedro V de Portugal, e, finalmente, a 1.º conde de Sarmento por decreto de 30 de setembro de 1862, do rei D. Luís I de Portugal. Foi a única pessoa a usar estes três títulos.